# Nanni De Angelis
Pour les articles homonymes, voir De Angelis.
Nazareno Andrea De Angelis dit Nanni (Campotosto, 31 juillet 1958 - Rome, 5 octobre 1980) était un militant et homme politique italien et l’un des dirigeants de Terza Posizione.

## Biographie
Nanni De Angelis est né à Campotosto, dans les Abruzzes, région d'origine de la famille. son grand-père était le chanteur d'opéra Nazzareno De Angelis. Depuis son enfance, il a fréquenté l'école des scouts et l'école de religieux à Rome, où il a commencé à s'intéresser à la politique. En 1972, à l'âge de quatorze ans, il proposa au conseiller pour le patrimoine culturel de Rome, Raniero Benedetto, la création d'un corps bénévole de garçons (les éclaireurs auxquels il appartient), qui remplacerait pendant l'été les gardiens des musées en congé, proposition pas réalisé pour des raisons syndicales.
Son frère, Marcello De Angelis, ancien militant de Terza Posizione, était sénateur de l'Alliance nationale, puis du Popolo della liberta. Journaliste, il était directeur de Il Secolo d'Italia.

### Lotta Studentesca
En 1976, avec Gabriele Adinolfi, Roberto Fiore et Walter Spedicato, il fonde Lotta Studentesca, composée de jeunes étudiants qui ont essayé de se détacher de toute expérience néo-fasciste ou d'extrême droite antérieure. Le terme « lutte étudiante  » n'a pas duré longtemps, donnant de plus en plus le pas au nouveau symbole de la « Troisième position  » (Terza Posizione).
En 1977, il change d’école et s’installe à Azzarita, près de Bologne où il se lie d’amitié avec Eugenio Pomarici, le chef romain de la jeunesse républicaine.
Durant cette période, il se lie d'amitié avec Massimiliano Taddeini et Luigi Ciavardini.
À l'automne 1978, alors qu'il marchait avec un ami le long du Corso Trieste à Rome, à l'intersection de la Via Spalato, De Angelis est attaqué par un groupe de militants communistes subissant des blessures par arme blanche dont un coup porté dans le dos qui lui transperce le poumon. Les assaillants disparaissent rapidement et perdent un sac en cuir Tolfa que les enquêteurs examinent, trouvant à l'interieur des documents qui revelent que parmi les agresseurs figure le militant de gauche Valerio Verbano. 
En 1979, Lotta Studentesca est officiellement dissous par ses militants qui donnent naissance à la nouvelle organisation « Terza Posizione », structurée en cellules de 3-4 militants et divisé en zones de compétence. De Angelis est devenu directeur militaire du district Afrique-Trieste, à la tête d'une équipe dénommée I Brutti ( « Les laids ») par ses adversaires. L'équipe de De Angelis a pris part à divers affrontements violents, parfois à l'arme blanche, avec les militants d'extrême gauche.
Le 22 février 1980, Valerio Verbano est assassiné à Rome. Quelques jours plus tard, son père appelle De Angelis au téléphone, convaincu que la mort de son fils était due à une vengeance. De Angelis le rencontre ; ils discutent ensemble pendant environ une heure et se séparent en bon termes.
Le 28 mai, le policier Francesco Evangelista, surnommé Serpico, est tué par un groupe des Noyaux armés révolutionnaires.
À la suite du massacre de Bologne du 2 août, des mandats d'arrêt ont été émis le 23 septembre suivant à l'encontre de nombreux membres de Terza Posizione, dont Nanni De Angelis et son frère Marcello. Environ cinq cents agents de l'État sont mobilisés pour rechercher et arrêter les membres de l'organisation. De Angelis réussit à s'échapper et rentre en contact avec Luigi Ciavardini, identifié comme le tueur du policier Evangelista.
Le 3 octobre 1980, De Angelis et Ciavardini ont rendez-vous avec Carlo Sette afin d’obtenir de faux documents et un soutien financier, mais ils sont arrêtés sur la place Barberini par la police. Lors de son arrestation, De Angelis aurait été violemment frappé à la tête par les policiers. Le sénateur du Mouvement social italien Michele Marchio, dans une question au Sénat adressée au sous-secrétaire Angelo Sanza, a rapporté que De Angelis, aurait été « passé à tabac » l'intérieur du commissariat.

### Mort
Dans la matinée du 5 octobre 1980, Nanni De Angelis est admis à l'hôpital où les médecins établissent un rapport médical qui, bien que ne faisant mention d'aucune fracture ni blessure, prévoit un arrêt de sept jours. Libéré néanmoins le matin même, il est renvoyé en ambulance à la prison de Rebibbia, où il est retrouvé pendu dans sa cellule peu après. 
La version de la police immédiatement publiée dans les journaux parle de suicide. Une enquête a suivi, consignée dans le rapport d'autopsie ordonné par le magistrat. Dans ce rapport, signé par le professeur Silvio Merli, contrairement à ce qui avait été déclaré par les médecins de la prison, il est fait mention de nombreuses ecchymoses sur tout le corps et en particulier sur la tête. La famille de De Angelis n'a jamais accepté l'hypothèse du suicide.
Le 30 septembre 1981, Marco Pizzari, soupçonné d'avoir « trahi » Ciavardini et De Angelis en communiquant à la police l'endroit où ils avaient rendez-vous avec Carlo Sette, est tué par les NAR de trois coups de feu. Il semblerait que Pizzari n'ait pas « trahi » mais qu'en fait son téléphone avait été mis sur écoute par la police.

## Source de traduction
- (it) Cet article est partiellement ou en totalité issu de l’article de Wikipédia en italien intitulé « Nanni De Angelis » (voir la liste des auteurs).